# Les Secrets de Lynn
Pour plus de détails, voir Fiche technique et Distribution.
Les Secrets de Lynn (Das Zimmermädchen Lynn) est un film allemand écrit et réalisé par Ingo Haeb (de) en 2014.

## Synopsis
Lynn souffre de troubles mentaux et de phobies , c'est pourquoi elle a perdu son emploi de femme de chambre à l'hôtel Eden et a passé longtemps dans une clinique. Afin de retrouver son ancien travail, elle couche avec le directeur de l'hôtel.
Elle vit seule et renfermée, mais à mesure qu'elle a repris son travail de femme de chambre, elle aime de plus en plus se plonger dans la vie des autres. Elle s'habille avec les vêtements des clients de l'hôtel et fouille dans leurs affaires privées. Un mercredi, alors qu'elle est presque surprise par un invité, elle se cache sous son lit et y passe la nuit. Depuis, sa plus grande joie est de se coucher sous les lits des invités : elle écoute leurs conversations, leurs repas et leur sexe. Un jour, Lynn voit un invité convoquer la dominatrice Chiara dans leur chambre. Elle découvre ses propres besoins masochistes et noue des contacts toujours plus étroits avec Chiara. Elle invite sa nouvelle amie à partir en voyage, mais elle l'arrête à la gare. Dans une séquence de rêve, elle voyage à la mer avec Chiara dans un lit mobile.
Lynn rend visite à sa mère ; la situation est à la fois harmonieuse et lointaine. Lynn dit à sa mère qu'elle, Lynn, est « une personne complètement différente de ce que vous pensez ».

## Fiche technique
- Titre original : Das Zimmermädchen Lynn
- Titre français : Les Secrets de Lynn
- Titre international : The Chambermaid Lynn
- Réalisation : Ingo Haeb (de)
- Scénario : Ingo Haeb
- Producteur : Olaf Hirschberg, Ingmar Trost
- Musique : Jakob Ilja
- Directrice de la photographie : Sophie Maintigneux
- Pays d'origine :  Allemagne
- Langue d'origine : allemand
- Lieux de tournage : Brême, Cologne, Düsseldorf
- Genre : Drame, romance saphique
- Durée : 90 minutes (1 h 30)
- Date de sortie :
  -  Canada 24 août 2014 au Festival des films du monde de Montréal
  -  Brésil 27 septembre 2014 au Festival international du film de Rio de Janeiro
  -  Suisse 1er octobre 2014 au Festival du film de Zurich
  -  Allemagne 28 mai 2015
  -  États-Unis juillet 2015
  -  Espagne 25 septembre 2015

## Distribution
- Vicky Krieps : Lynn
- Lena Lauzemis : Chiara
- Christian Aumer (de) : Ludwig Maurer
- Steffen Münster (de) : Heinz
- Christine Schorn : la mère de Lynn